# Daniel Hédé
Pour les articles homonymes, voir Hede (homonymie).
Daniel Hédé est un footballeur français, né le 21 août 1946 à Abbeville (Somme) et mort le 31 janvier 2022 à Viry-Châtillon, qui jouait au poste de milieu de terrain du début des années 1960 jusqu'au début des années 1980.

## Biographie
Natif d'Abbeville, il passe pourtant l'essentiel de sa carrière au RC Lens, et ce pendant exactement dix saisons (de 1963 à 1973). Il connaît tour à tour la Division 1, la Division 2, le CFA, avant de remonter en Division 2. 
Avec Lens, il inscrit son premier doublé en Division 1 le 27 mars 1965, lors d'un déplacement à Sochaux (victoire 2-3). Par la suite, le 21 avril 1965, il est l'auteur d'un second doublé en Division 1, sur la pelouse du Sporting Club de Toulon.
Il joue ensuite tour à tour à Avignon (1973-1975), Quimper (1976-1977), Dunkerque (1977-1979) et le RC France (1979-1980) avant de terminer par une dernière pige à Guingamp (1980-1981).
Daniel a dans son palmarès une Coupe Charles Drago remportée en 1965 et un championnat de France de football de D2 en 1972-1973, tous obtenus avec Lens.
Il dispute un total de 72 matchs en Division 1 entre 1963 et 1968, inscrivant 12 buts, et 222 matchs en Division 2 entre 1968 et 1979, marquant 25 buts.

## Palmarès
RC Lens
- Championnat de France D2 (1) :
  - Champion : 1972-73.

- Coupe Charles Drago (1) :
  - Vainqueur : 1965.